# Plötzliche Stratosphärenerwärmung
Die plötzliche Stratosphärenerwärmung (englisch sudden stratospheric warming) ist eine seit 1952 bekannte, zuerst vom Berliner Meteorologen Richard Scherhag als Berliner Phänomen beschriebene Erscheinung im Wettergeschehen der Stratosphäre der Nordhalbkugel.

## Beschreibung
In den Wintermonaten bildet sich in der polaren Stratosphäre, bedingt durch die negative Strahlungsbilanz im Polargebiet, ein Polarwirbel heraus, an dessen südlicher Begrenzung starke Westwinde auftreten. Die Temperaturen in der unteren Stratosphäre (in etwa 20 km Höhe) betragen im Durchschnitt unter −70 °C.
Diese im Winter vorherrschende Struktur wird in unregelmäßiger Folge, durchschnittlich alle zwei Jahre stark gestört: Bei dieser starken Erwärmung (Major Warming) steigt die Temperatur der Stratosphäre innerhalb weniger Tage um mehr als 50 Kelvin an und erreicht höhere Werte als in südlicheren Breiten. Verbunden ist diese plötzliche Erwärmung mit einer Umkehr der West- in Ostwinde und damit einem Zusammenbruch des Polarwirbels. Anschließend erfolgt eine genauso abrupte Abkühlung.
Die Umkehr der Westwinde in der Stratosphäre in Ostwinde beeinflusst in vielen Fällen die Nordatlantische Oszillation. Damit verknüpft ist oft eine Abschwächung des Druckunterschieds zwischen dem Islandtief und dem Azorenhoch. Dieser bestimmt aber die vorherrschende Windrichtung für Mitteleuropa und damit, ob der Winter in Europa kalt oder mild ausfällt. Eine plötzliche Stratosphärenerwärmung begünstigt Wetterlagen, die ein Vordringen kalter Festlandsluft aus dem Osten nach Mitteleuropa unterstützen.
Von 1958 bis 2019 wurden 37 plötzliche Stratosphärenerwärmungen beobachtet, eine davon auf der Südhalbkugel. Das Phänomen war relativ selten in den 1990er Jahren (2) und häufig in den 2000er Jahren (9).

## Ursachen
Als Ursache der unregelmäßig auftretenden plötzlichen Stratosphärenerwärmung gilt die Wechselwirkung zwischen dem Nordatlantik, der Troposphäre und der Stratosphäre. Eine erhöhte Anzahl plötzlicher Stratosphärenerwärmungen tritt dann auf, wenn der Wärmefluss aus dem Nordatlantik in die Atmosphäre verstärkt ist.

## Differenzierung zu ähnlichen Phänomenen
In der Meteorologie werden drei Formen der plötzlichen Stratosphärenerwärmung unterschieden:
- das als Anomalie des Wetters spürbare Major Warming; nur dieses wird als Berlin-Phänomen oder Berliner Phänomen bezeichnet.
- mehrmals pro Winter treten schwächere Stratosphärenerwärmungen auf (Minor Warming). Diese bringen einen Temperaturanstieg von mindestens 25 Kelvin innerhalb einer Woche und können in allen Schichten der Stratosphäre auftreten. Sie haben keinen Einfluss auf die Stabilität des Polarwirbels.
- Als Final Warming bezeichnet man die Erwärmung am Ende des Winters zwischen März und Mai. Dabei bricht der Polarwirbel zusammen, ohne anschließend wiederhergestellt zu werden.[9]